# René-Emile Godfroy
René-Emile Godfroy (París, 10 de gener de 1885 – Fréjus, 16 de gener de 1981) va ser un almirall francès.
Ingressà a l'Escola Naval a l'octubre de 1901 i serví en diversos navilis abans de participar en l'Expedició Charcot al Pol Sud el 1908. Participà en la I Guerra Mundial amb el rang de tinent de navili i arribà a oficial superior el 1921. Contra-almirall el 1936, va ser nomenat comandant de la Força X a la Mediterrània a l'abril de 1940. Va ser nomenat Vice-almirall el 19 de juny de 1940.
Al juny de 1940, la Força X estava estacionada a Alexandria. El 3 de juliol, Churchill, creient que la flota francesa passaria qualsevol dia a mans dels alemanys, llençà l'Operació Catapulta, que consistia a emparar als vaixells francesos que es trobessin als ports britànics i a neutralitzar aquells que es trobessin als ports de l'imperi francès, si calia, per la força (com va ser el cas a Mers El Kebir).
A Alexandria, Godfroy rebé un ultimàtum, però negocià amb l'almirall britànic Cunningham l'internament pacífic dels seus vaixells, i arribaren a un acord el 7 de juliol. La Força X francesa consistia en el cuirassat Lorraine, 4 creuers, 3 destructors i un submarí. Els francesos van buidar els seus tancs de combustible i van retirar els mecanismes de foc dels seus canons, a canvi que els navilis restessin sota el control de Godfroy. Cunningham, a més, va prometre repatriar les tripulacions.
El 31 de maig de 1943, l'almirall Godfroy es trobava amb la seva flota sota les ordres del govern d'Alger. Favorable al general Henri Giraud, va ser rellevat de tot comandament pels partidaris de de Gaulle en el si del Comitè francès de l'Alliberament Nacional.

## Condecoracions
Gran oficial de laLegió d'Honor
 Oficial de l'Acadèmia
 Cavaller de l'orde del Mèrit Marítim
 Medalla dels Dardanels
 Medalla de Llevant
Medalla de Sèrbia
 Oficial de l'orde de Leopold (Bèlgica)
 Comandant de l'orde de Nicham-Iftikar (Tunísia)
 Comandant de l'orde de Nicham-Alaouita (Marroc)
- Gran medalla d'or de la Societat Central de Salvament